# Kovács Patrícia (színművész)
Kovács Patrícia (Budapest, 1978. május 11. –) magyar színésznő és televíziós műsorvezető.

## Életpályája
1991 és 1997 között az Újreál Gimnázium (mai Bethlen Gábor Általános Iskola és Gimnázium) tanulója, majd 1999 és 2003 között a Színház- és Filmművészeti Egyetem hallgatója volt. Első filmes szerepe még 1996-ban volt a Raszputyin című filmben, majd egy évvel később az 1997-es Szórád-ház című négy részes sorozatban is szerepet kapott, ahol Zsuzsit alakította. A filmezés az Egyetem alatt is megtalálta, feltűnt a Csocsó, avagy éljen május elseje filmben, a Jadviga párnájában. Komoly sikert hozott neki a 2002-es Szerelemtől sújtva című film, hiszen a mű jelentős részében csak őt látjuk és az ő monológját halljuk. Ebben az évben szerepelt még a Szép napok című filmben is. 2003-tól 2007-ig az egri Gárdonyi Géza Színház színésznője,  2009-től, két szezonon át a Vígszínház tagja volt. 2011-től szabadúszó 2017-ig. Szabadúszó évei alatt az Orlai Produkciós Iroda, valamint a Centrál Színház előadásaiban szerepelt. 2017–2021 között az Orlai Produkciós Iroda társulatának tagja. 2021-től ismét a Vígszínház színésznője.
A „legendás Máté-osztály” nyári műhelymunkája során, az Alkal/Máté Színésztrupp égisze alatt 2009-ben dolgozták fel életét.
2015-től a Hungary’s Got Talent című tehetségkutató zsűritagja. Illetve ebben az évben készült el eddigi legjobb filmje a Félvilág, amelyben Elzát, a meggyilkolt kurtizánt alakítja.  A 2017–2018-ban sugárzott Korhatáros szerelem című televíziós sorozatban Eszter karakterét alakította. Egy új, napi sorozatban a Mintaapákban Lindát az óvónőt alakítja. 2021. március 3-tól az RTL Klubon A Nagy szám címmel indít műsort.

### Családja
Férje Gusztos Péter korábbi SZDSZ-es politikus volt, elváltak hét év házasság után (2010–2017). Egy közös kislányuk van, Hanna Lujza. Öccse, Kovács Ádám, szintén színész.
2023-tól párja Medveczky Balázs színművész.

## Színházi szerepei
- Fodor László: A templom egere
- William Shakespeare: Ahogy tetszik
- Lucia (Vajda Katalin: Anconai szerelmesek)
- Delfin (Térey János: Asztalizene)
- Kórus (Bodó Viktor: Attack)
- Belemenekülők - köz-érzet-show
- Paulette (Lehár Ferenc: Cigányszerelem)
- A nők (Ödön von Horváth: Don Juan megjött a háborúból)
- Lydia (Molnár Ferenc: Egy, kettő, három - Az ibolya)
- Vaszilisza (Gorkij: Éjjeli menedékhely)
- Mira (Sarkadi Imre: Elveszett paradicsom)
- Susana (Beaumarchais: Figaro házassága - avagy Egy bolond nap)
- Galambos hugi (Kőrösi Zoltán: Galambok)
- Molière: Gömböc úr
- Millie (Anthony Shaffer: Gyilkos)
- Györgyike (Szomory Dezső: Györgyike, drága gyermek)
- Lányok (Hair)
- Cica (Kornis Mihály: Halleluja)
- Natalja Ivanovna (Csehov: Három nővér)
- Hódel (Hegedűs a háztetőn)
- Lucienne (Georges Feydeau: A hülyéje (A balek))
- Sally Bowles (Kabaré)
- Krízis-dalest
- Leonetta (Legyetek jók, ha tudtok)
- A Magyar Dal gálaestje
- Katherine (Mike Packer: Maradjon minden a régiben - Card Boys (Plakátfiúk))
- Dylan Thomas: A mi erdőnk alján
- Malacka (Milne: Micimackó)
- Migrénes csirke
- Esterházy Péter: Egy nő
- Paula Cugnot (A nő vágya)
- Utcagyerekek (Lionel Bart: Oliver)
- Lányok (Csehov: Slussz)
- Vackor (William Shakespeare: Szentivánéji álom)
- Henriette (Molière: Tudós nők)
- Suhanc (Valahol Európában)
- Odette Defleur (Hamvai Kornél: Vesztegzár a Grand Hotelben)
- Kornél (Szép Ernő: Vőlegény)
- 3:1 a szerelem javára
- Varró Dániel: Túl a Maszat-hegyen (Maszat Janka)
- Hadar Galron: Mikve (Miki)
- Florian Zeller: Házassági leckék középhaladóknak (Alice)
- Second life avagy kétéletem (Hatszín teátrum)

## Filmjei

### Játékfilmek
- Jadviga párnája (2000)
- Csocsó, avagy éljen május elseje! (2001)
- Szerelemtől sújtva (2002)
- Szép napok (2002)
- Oldalbordák (2005)
- Sztornó (2006)
- S.O.S. szerelem! (2007)
- 9 és ½ randi (2008)
- Vágy visszakézből (2008)
- Presszó 10 év múlva (2009)
- Szélcsend (2009)
- Variációk (2009)
- S.O.S Love - Az egymillió dolláros megbízás (2011)
- Nejem, nőm, csajom (2012)
- Idegenek (kisfilm, 2015)
- Félvilág (2015)
- Szia, Életem! (2022)

### Tévéfilmek
- Raszputyin (1996)
- A Szórád-ház (1997)
- Az aranyember (2005)
- Szeszélyes (2007)
- Presszó 1-12. (2008)
- Társas játék (2011)
- Szájhősök (2012)
- Válótársak (2015–2017)
- Korhatáros szerelem (2017–2018)
- Mintaapák (2019–2020)
- A mi kis falunk (2024–)

### Videóklip
- Tankcsapda – Szevasz öcsém (2019)

## Szinkronszerepei
- Doctor's Diary ( A férfi a legjobb orvosság)  Diana Amft hangja mint Dr. Margarete "Gretchen " Haase
- Godfrey, a lakáj - Irene Bullock - (Carole Lombard)
- A cirkusz világa - Toni Alfredo - (Claudia Cardinale)
- Éjszakám Maudnál - Françoise - (Marie-Christine Barrault)
- Az utolsó nő - Valerie - (Ornella Muti)
- Szex, minden mennyiségben - (Gloria Guida)
- Veszett a világ - Lula - (Laura Dern)
- Robin Hood, a tolvajok fejedelme - Marian - (Mary Elizabeth Mastrantonio)
- Yesterday – Vissza a gyerekkorba - Taeko - (Miki Imai)
- Démoni játék – Az ördög kapujában - Paige - (Ami Dolenz)
- Lulu, Franciaország királya - Sylvie Hastier - (Vanessa Guedj)
- A kábelbarát - Robin Harris - (Leslie Mann)
- Raszputyin - Anasztázia Nyikolajevna nagyhercegnő
- Az ifjú Herkules - Yvenna - (Johna Stewart-Bowden)
- Félig üres - Melanie, Gil felesége - (Melanie Hoopes) (1. évad, 3. epizód)
- Mona Lisa mosolya - Joan Brandwyn - (Julia Stiles)
- A régi környék - Sam - (Natalie Portman)
- Galaxis útikalauz stopposoknak - Trish McMillan - (Zooey Deschanel)
- Az igazság fogságában - Karen - (Alison Lohman)
- Üzenet a metróból - Laura - (Zuzana Kanóczová)
- Ahogy tetszik - Rozalinda - (Bryce Dallas Howard)
- Csapatleépítés - Maggie - (Laura Harris)
- Felkavar a szél - Sinead - (Orla Fitzgerald)
- A stoppos gyilkos - Penny anyja - (Elyse Mirto)
- Színes fátyol - Kitty Fane - (Naomi Watts)
- Alvin és a mókusok - Claire - (Cameron Richardson)
- Beowulf – Legendák lovagja - Ursula - (Alison Lohman)
- Hableány a horgon - Neried, a hableány - (Kelly Brook)
- P2 – A rettegés új szintje - Angela - (Rachel Nichols)
- Suttogás - Roxanne - (Sarah Wayne Callies)
- Sziklák szeme 2. - Amber - (Jessica Stroup)
- 27 idegen igen - Casey - (Judy Greer)
- Az ábécés gyilkos - Megan Paige - (Eliza Dushku)
- Hazafutás - Rachael - (Ishiah Benben)
- Hevület - Claire Dennison - (Willa Ford)
- Kéjutazás 2. – Holtsáv - Melissa - (Nicki Aycox)
- Largo Winch – Az örökös - Léa/Naomi - (Mélanie Thierry)
- Marley meg én - Debby - (Haley Hudson)
- Megváltás - Sylvia - (Charlize Theron)
- Poirot: A harmadik lány - Frances Cary - (Matilda Sturridge)
- A spanom csaja - Lizzy - (Mini Anden)
- True Blood – Inni és élni hagyni - Sookie Stackhouse - (Anna Paquin)
- Ahol a vadak várnak - Catherine - (Lauren Ambrose)
- Apja lánya - Sybille felnőttként - (Sylvie Testud)
- Derült égből fasírt - Sam Sparks - (Anna Faris)
- A Fantom - Guran - (Sandrine Holt)
- Kockafejek - Kimberly - (Alexandra Weaver) (3. évad, 6. epizód)
- Lovas a sötétben - Patrizia Botello - (Francesca Cavallin)
- Mandrill - Dominik Del Solar - (Celine Reymond)
- Nem kellesz eléggé - Gigi Haim - (Ginnifer Goodwin)
- Soul Kitchen - Nadine Krüger - (Pheline Roggan)
- Szexmentes övezet - Naz - (Brianne Davis)
- A tökéletes csapat - Frankie Stevens - (Emilie de Ravin)
- Visszanyal a plágium - Tabatha - (Halley Feiffer)
- Ben Hur - Tirza - (Kristin Kreuk)
- Fekete hattyú - Veronica - (Ksenia Solo)
- Házasodik a család - Ashley McPhee - (Shannyn Sossamon)
- Marmaduke – A kutyakomédia - Debbie Winslow - (Judy Greer)
- Munkával szerzett pasi - Joanne - (Amanda Walsh)
- Valentin nap - Kara Monahan - (Jessica Biel)
- Csak szexre kellesz - Katie - (Olivia Thirlby)
- Delfines kaland - Phoebe - (Austin Highsmith)
- Hétköznapi pár - Susan - (Eva Green)
- Sherlock Holmes 2. – Árnyjáték - Mary Watson - (Kelly Reilly)
- Újra együtt - Jess - (Jenna Dewan)
- Kvartett – A nagy négyes - Dr. Lucy Cogan - (Sheridan Smith)
- Úton - Jane - (Amy Adams)
- Blue Jasmine - Ginger - (Sally Hawkins)
- Derült égből fasírt 2. – A második fogás - Sam Sparks - (Anna Faris)
- Mocsok - Carole Robertson - (Shauna MacDonald)
- Szupercella - Jessica Miller - (Caitriona Balfe)
- Vasember 3. - Brandt - (Stephanie Szostak)
- A 7. törpe - Rose hercegnő - (Christa Clahane)
- Delfines kaland 2. - Phoebe - (Austin Highsmith)
- Igazából mennyország - Sonja Burpo - (Kelly Reilly)
- One Christmas Eve - Nell Blakemore - (Anne Heche)
- Hogyan éljük túl a leánybúcsút? - Nora - (Natalia de Molina)
- Szándék nélkül - Stella - (Zooey Deschanel)
- Az útvesztő: Tűzpróba - Mary - (Lili Taylor)
- Az ajtón túl - Maria - (Sarah Wayne Callies)
- Pénzes cápa - Diane Lester - (Caitriona Balfe)
- Tőke - Erin Manning - (Sarah Megan Thomas)
- A Vadász és a Jégkirálynő - Mrs. Bromwyn - (Sheridan Smith)
- Alien: Covenant - Daniels - (Katherine Waterston)
- Hogyan legyél latin szerető - Cindy - (Kristen Bell)
- Öldöklő szerelem - Sarah - (Sarah Burns)
- Pofoncsata - Ms. Monet - (Christina Hendricks)
- Colette - Georgie Raoul-Duval - (Eleanor Tomlinson)
- Az első ember - Pat White - (Olivia Hamilton)
- Patrick – Ebbel szebb az élet - Sarah Francis - (Beattie Edmondson)
- Tűzgyűrű: Lázadás - Mako Mori - (Kikucsi Rinko)
- Világok őre - Rosa - (Yuliya Peresild)
- Shazam! - Rosa Vasquez - (Marta Milans)
- A férfi a legjobb orvosság : Margarete (Gretchen) Haase
- Halott ember: Nina Hoss
- Parázsló szenvedélyek: Julie Bertin - Mélanie Maudran
- 112: Anna Rösler - Luisa Wietzorek
- A szökés: Sofia Lugo - Danay Garcia
- Odaát (sorozat): Ruby - Katie Cassidy
- Melissa & Joey (sorozat): Mel Burke - Melissa Joan Hart
- Született feleségek: Robin Gallagher - Julie Benz

## Díjai
- Ajtay Andor-emlékdíj (2024)[14]

## CD-k és hangoskönyvek
- Rejtő Jenő: A szőke ciklon (2010)
- Rejtő Jenő: Az ellopott futár

## Tévéműsorai
- RTL Klub, A Nagy szám (2021. 03-) Archiválva 2021. február 21-i dátummal a Wayback Machine-ben